# Všepadly
Všepadly (německy Schepadl) jsou obec v okrese Domažlice v Plzeňském kraji. Žije v ní 48 obyvatel.

## Historie
První písemná zmínka o obci pochází z roku 1379.

## Obyvatelstvo
| Rok            | 1869 | 1880 | 1890 | 1900 | 1910 | 1921 | 1930 | 1950 | 1961 | 1970 | 1980 | 1991 | 2001 | 2011 | 2021 |
| -------------- | ---- | ---- | ---- | ---- | ---- | ---- | ---- | ---- | ---- | ---- | ---- | ---- | ---- | ---- | ---- |
| Počet obyvatel | 357  | 378  | 331  | 313  | 308  | 278  | 280  | 208  | 174  | 133  | 104  | 87   | 69   | 40   | 45   |
| Počet domů     | 56   | 59   | 58   | 59   | 55   | 53   | 55   | 56   | 43   | 41   | 34   | 41   | 44   | 44   | 44   |

## Obecní správa
Mezi lety 1869–1980 Všepadly byly obcí v okrese Domažlice. Od 1. dubna 1980 do 23. listopadu 1990 patřily jako část městyse ke Kolovči a od 24. listopadu 1990 jsou opět samostatnou obcí.

## Pamětihodnosti
- Kaplička svatého Václava na návsi

## Galerie

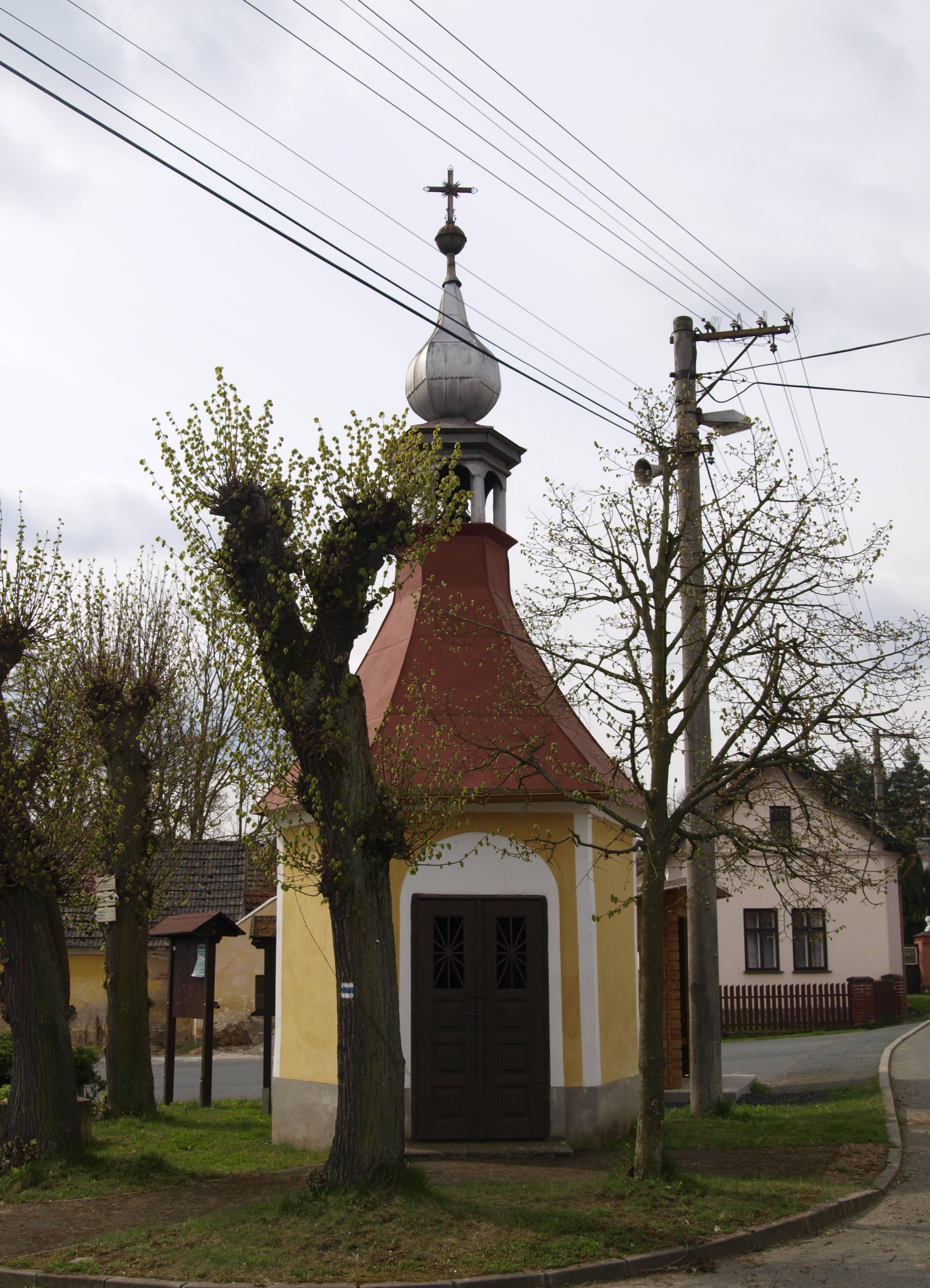
Kaple sv. Václava
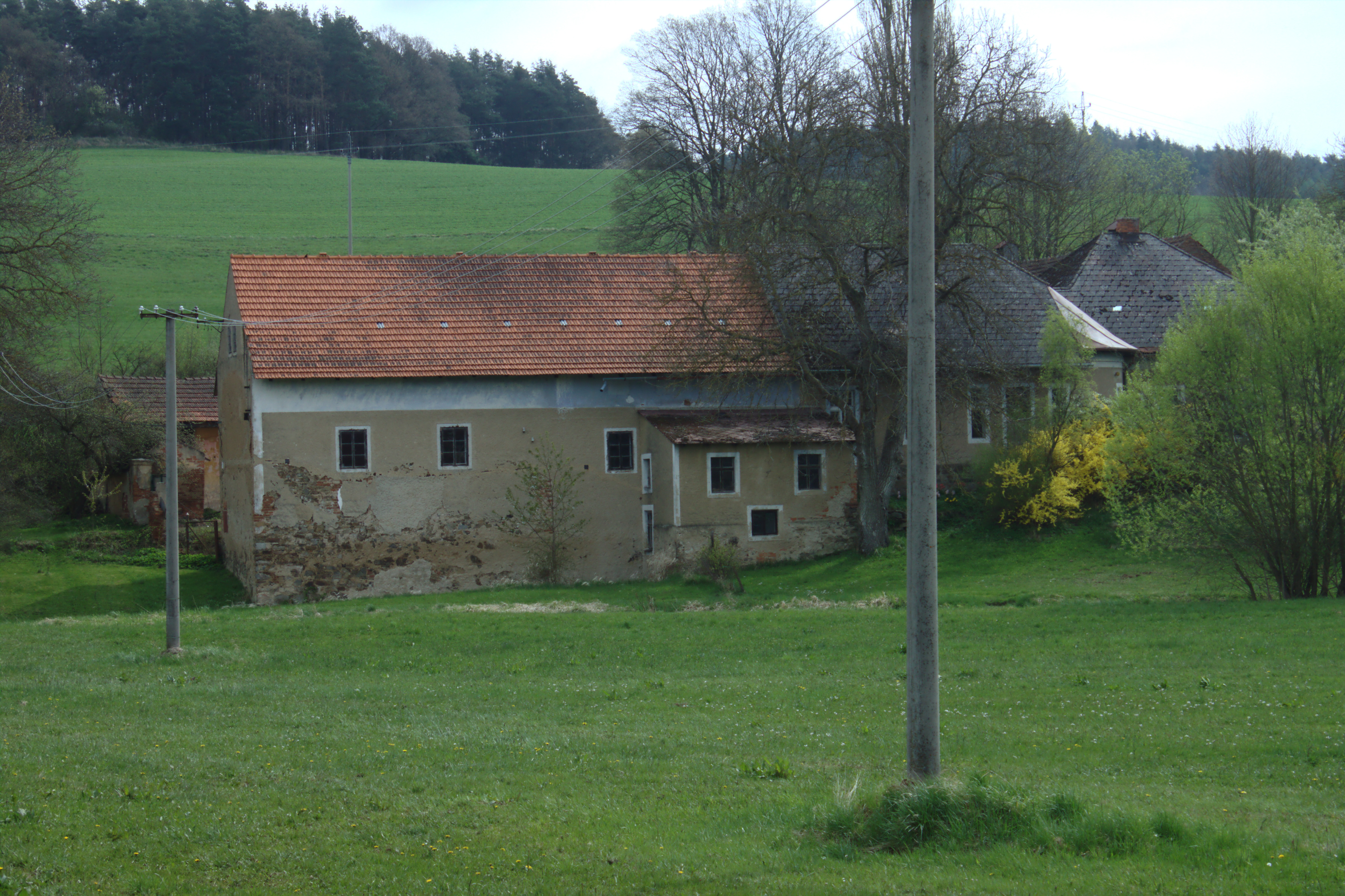
Langův mlýn
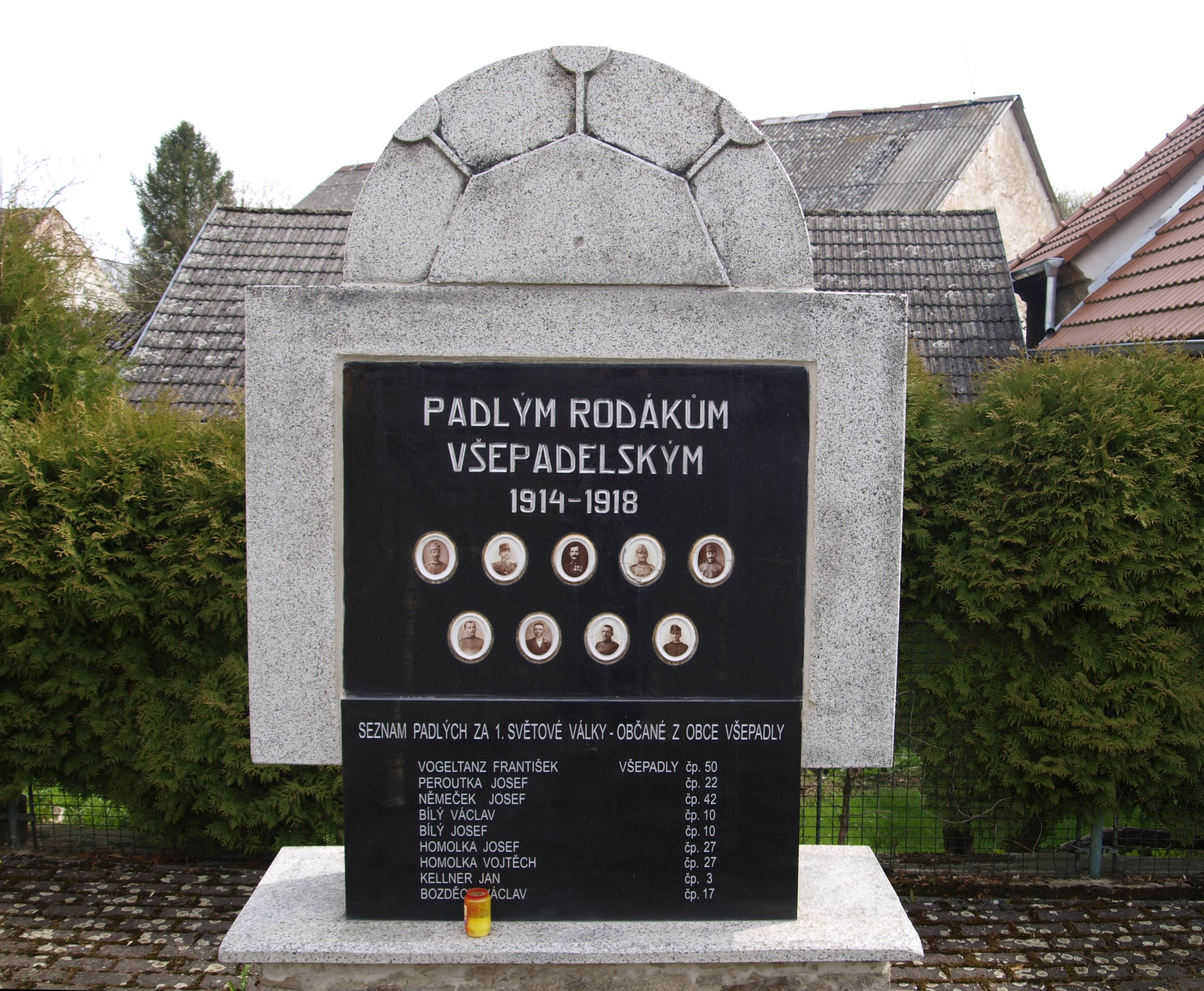
Pomník padlým rodákům
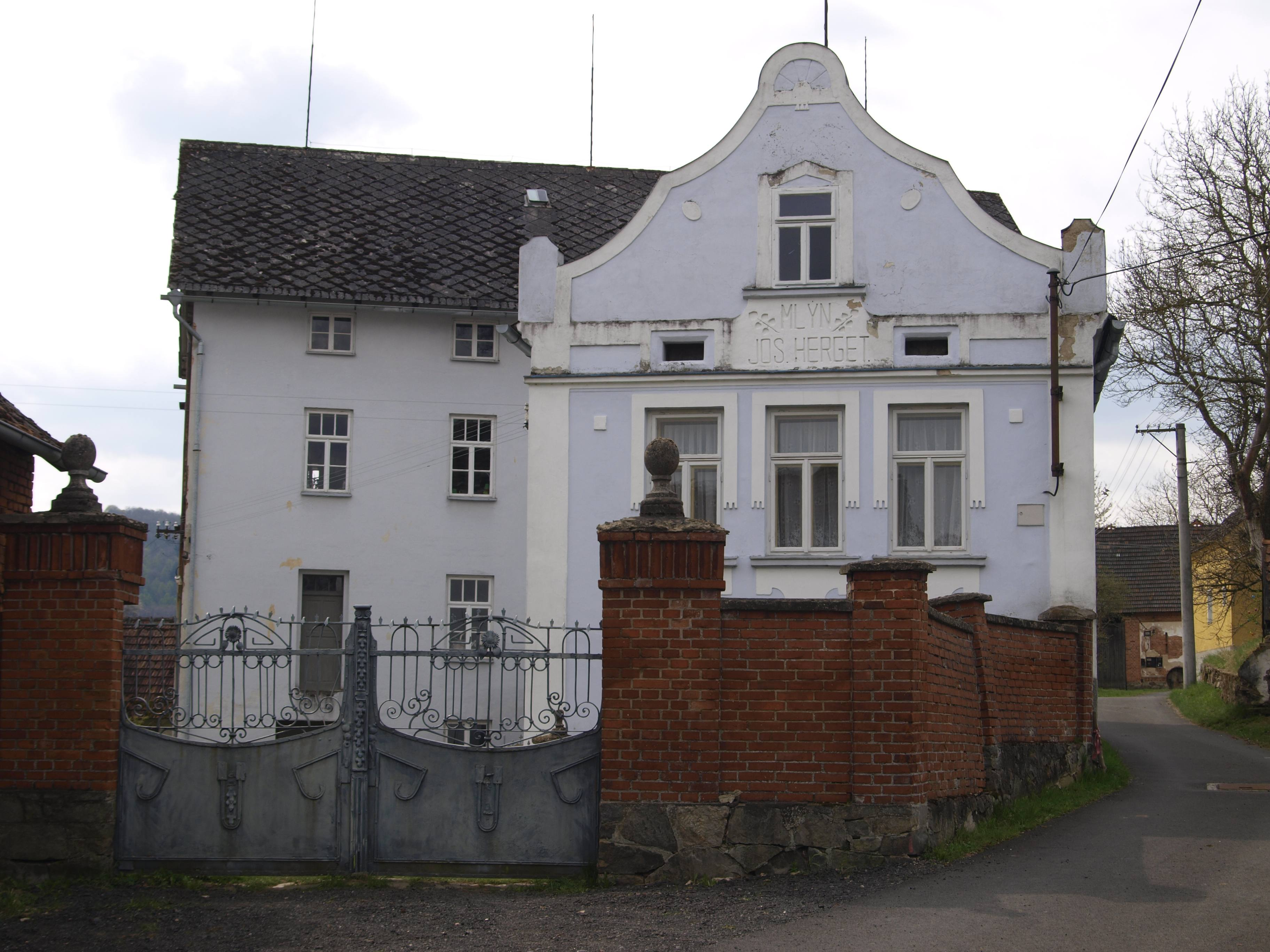
Mlýn Jos. Herget v obci